# حسن بن محمد قمی
حسن بن محمد بن حسن قمی از بزرگان امامیه بود. وی هم عصر با شیخ صدوق بود اما اطلاعی از زندگی و شرح حال او در دست نیست. بروکلمان تنها می‌گوید حسن بن محمد در سال ۴۰۶ ه‍.ق درگذشته است. تنها اثر او کتاب تاریخ قم است که به زبان عربی و در (۳۲۶–۳۸۵ ه‍.ق) نوشته شده‌است و مدتی بعد توسط حسن بن علی بن حسن بن عبدالملک قمی ترجمه شده‌است. اما بنابر مقدمهٔ همین کتاب احتمالاً او ۲ دفتر شعر از جعفر بن محمد بن علی عطار برای صاحب بن عباد و ابوالفضل بن عمید تهیه کرده‌است.